# Padiglione (araldica)
In araldica il termine padiglione indica una particolare forma di mantello riservato ai sovrani. Probabilmente trae la sua origine dalle tende utilizzate da principi e dame per assistere e presiedere ai tornei cavallereschi. Tali tende, composte di preziosi arazzi, venivano adornate con le armi della personalità presente, e vennero successivamente rappresentate nel mantello detto perciò a padiglione.
Il padiglione è costituito da due parti: il colmo, che ne è il cappello, e le due cortine che formano il mantello vero e proprio.
Nelle armi dei re d'Italia il padiglione regio ha come cortine il grande manto reale ed un colmo di tela d'argento ricamata con lingue di fuoco d'oro che muovono dal lembo superiore e con fiamme alternate d'oro e di rosso nella parte inferiore con un drappellone intagliato a forma di vai di velluto azzurro, gallonato e con fiocchi d'oro. Il padiglione è cimato dalla corona reale dei Savoia.
Nell'esempio a fianco, il padiglione dei Savoia, è interessante notare i leoni impiegati come sostegni, l'elmo posto in maestà e la fodera d'armellino del manto.

re d'Italia
ordine di San Lazzaro